# Pilichremylus rieki
Pilichremylus rieki är en stekelart som beskrevs av Sergey A. Belokobylskij 1992. Pilichremylus rieki ingår i släktet Pilichremylus och familjen bracksteklar. Inga underarter finns listade i Catalogue of Life.